# Clathurella eversoni
Clathurella eversoni é uma espécie de gastrópode do gênero Clathurella, pertencente a família Clathurellidae.